# CONCEPTION 產子救世錄
《CONCEPTION 產子救世錄》是由Spike Chunsoft開發的PSP平台角色扮演遊戲，於2012年4月26日發售。PS4平台的移植版《CONCEPTION PLUS產子救世錄》於2019年1月31日發售。2018年5月4日宣布動畫化及同年10月開始播放。续作《CONCEPTION II：七星之子》于2013年8月22日在PlayStation Vita和任天堂3DS上发售，2016年在Steam商店上架。

## 故事簡介
《槍彈辯駁 希望學園與絕望高中生》制作人寺澤善德新作品，它的特點是融合了地牢探索(迷宮)型RPG，和學校浪漫冒險的遊戲作品。講述男主為了拯救即將被「污穢」毀滅的異世界「古蘭巴尼亞」，進而和12星座的巫女培養感情，生下強大力量的星之子，並帶着由巫女們造出的星授，以擊退棲息在「群星迷宮」裡的汙穢。

## 登場人物
※前者為遊戲中文版命名，後者為動畫版中文命名。無區分代表兩者命名相同或尚未補充。

### 主要人物
弓削一樹/弓削齋宮（聲優：小野友樹）
本作主角，又可譯作弓削齋宮，作為救世主被召喚到魔法世界「古蘭巴尼亞」的「稀人」，要與12星座的巫女培養感情生下星之子，以擊退棲息於迷宮的污穢。
動畫結局和真晝本來只有兩人要回去原本的世界，但是其他12星座巫女及她們的星之子們和化為人類的瑪娜也跟著一同來到了原本的世界。

### 12星座的巫女
※動畫結局12星座的巫女都跟著齋宮回到原本的世界。
粉月真晝（聲優：加藤英美里）
齋宮的青梅竹馬，作為處女座巫女與齋宮一起被召喚到古蘭巴尼亞。
艾麗/亞莉（聲優：遠藤綾）
白羊座的巫女，在教會任職的修女，也是教導的孩子們老師，私底下是個武器收集狂以及抖S的性格。
坦露雅/塔魯亞（聲優：杉山里穗）
金牛座的巫女，從事郵差的工作，不過有時跑太快，會撞到樹。
莉莉絲&莉莉伊/莉莉絲&莉莉（聲優：阿澄佳奈）
雙子座的巫女，身體受到衝擊會轉變人格，是位占卜師。
琉華/露卡（聲優：大本真基子）
巨蟹座的巫女，可以讀心的能力者，但卻無法讀齋宮的心。孤兒院的幫手，時常照顧孤兒院的孩子。
菲米露娜（聲優：藤田咲）
獅子座的巫女，大富豪的女兒。
米蕾（聲優：小林沙苗）
天秤座的巫女，宮廷魔術師，主要進行魔法研究的工作。
蕾歐涅/蕾歐妮（聲優：山口由里子）
天蠍座的巫女，古蘭巴尼亞王國的宮廷醫生。
蘇/梳（聲優：喜多村英梨）
射手座的巫女，動物飼養員，負責照顧學校飼養的動物，喜歡毛絨絨的東西。
法瑠/法倫（聲優：荒浪和沙）
摩羯座的巫女，旅行者，在酒館生活工作。
柯蕾特（聲優：下田麻美）
水瓶座的巫女，經營一家麵包店。
柚葉（聲優：藤井幸代）
雙魚座的巫女，畫家，個性內向。

### 星之子
※備註：以下列出的順序是依照動畫順序登場的星之子。動畫結局時，跟著一起回到齋宮、真晝原本的世界。聲優與生下星之子的巫女相同。此為動畫版中文命名。
巴爾格
齋宮和真晝愛的儀式後所誕生下的星之子，作為處女座的星之子。
凱撒
齋宮和露卡愛的儀式後所誕生下的星之子，作為巨蟹座的星之子。
斯卡爾皮
齋宮和蕾歐妮愛的儀式後所誕生下的星之子，作為天蠍座的星之子。
卡普里
齋宮和法倫愛的儀式後所誕生下的星之子，作為摩羯座的星之子。

齋宮和柚葉愛的儀式後所誕生下的星之子，作為雙魚座的星之子。

齋宮和莉莉與莉莉絲愛的儀式後所誕生下的星之子，作為雙子座的星之子。

齋宮和亞莉愛的儀式後所誕生下的星之子，不過此愛的儀式比較不同的是用SM來呈現，作為白羊座的星之子。

齋宮和菲米露娜愛的儀式後所誕生下的星之子，作為獅子座的星之子。

齋宮和柯蕾特愛的儀式後所誕生下的星之子，作為水瓶座的星之子。

齋宮和塔魯亞愛的儀式後所誕生下的星之子，作為金牛座的星之子。
薩奇塔利亞斯
齋宮和梳愛的儀式後所誕生下的星之子，作為射手座的星之子。

齋宮和米蕾愛的儀式後所誕生下的星之子，作為天秤座的星之子。
拉薩爾
齋宮和亞菲愛的儀式後所誕生下的星之子，作為蛇夫座的星之子。

### 其他人物
瑪娜（聲優：內藤千晶）
妖精，自稱下作之星誕生的巫女，實際上原本是污穢，直到遇到香格里拉後，香格里拉收留了她，從此開始為古蘭巴尼亞王國效命，時常說色情下流的話。負責指導齋宮和巫女如何互相增進感情及攻略迷宮，動畫結局因為齋宮的愛，而使瑪娜的女性覺醒，化為人類的樣子，跟著齋宮和真晝去了他們原本的世界。
芽妃/亞菲（聲優：加隈亞衣）
在養育小屋擔任星之子的訓練教官，對星之子的訓練非常嚴格。最終身份其實是第十三星座，蛇夫座的巫女。是三十年前的稀人和巫女愛的儀式所誕生出來的星之子，但沒有星之子的能力。『PLUS』版新角色，電視動畫先行登場。
香格里拉（聲優：松田健一郎）
古蘭巴尼亞王國的國王，曾經是一位「稀人」。
納魯希堤斯/納爾西斯特斯（聲優：平川大輔）
古蘭巴尼亞王國的宮廷學者。
聖夜（聲優： 河西健吾）
古蘭巴尼亞王國的學園偶像，是個自戀狂，喜歡攝影(包含自拍和偷拍)，不過似乎對齋宮有意思。

### 敵對人物
第13個幻影（聲優：速水獎）
迷宮污穢最終BOSS。
騰達羅斯
位於射手座的迷宮，射手座的污穢神。

## 遊戲

### 製作人員
- 製作人：寺澤善德
- 音樂：甲田雅人
- 人物設計：大塚真一郎

### 主題曲
片頭曲
主唱：nano
片尾曲
主唱：marina

## 電視動畫
2018年10月9日播放。

### 制作人員
- 原作：SPIKE CHUNSOFT《CONCEPTION 產子救世錄》
- 監督：元永慶太郎
- 系列構成：柿原優子
- 角色原案：大塚真一郎
- 動畫角色設計：奧田陽介
- 音樂：甲田雅人
- 動畫製作：GONZO

### 主題曲
片頭曲《Star light, Star bright》
作詞、主唱：nano ，作曲、編曲：WEST GROUND、堀江晶太
片尾曲
《Desires》
作詞、作曲：ZAI-ON，編曲：WEST GROUND，主唱：沼倉愛美
（第8話）
作詞：来生えつこ，作曲：来生たかお，編曲：青木宏憲，主唱：亞菲（加隈亞衣）
挿入曲《I Love You》
作詞、作曲：原田，編曲：伊賀拓郎，主唱：沼倉愛美

### 各話列表
| 話數   | 日文標題 | 中文標題                 | 劇本     | 分鏡                | 演出                  | 作畫監督                                                              |
| ------ | -------- | ------------------------ | -------- | ------------------- | --------------------- | --------------------------------------------------------------------- |
| 第1話  |          | 我的孩子！？             | 柿原優子 | 元永慶太郎          | 元永慶太郎            | 阿部恒、管振宇、李少雷                                                |
| 第2話  |          | 希望你生下我的孩子       | 柿原優子 | 柳沼和良 元永慶太郎 | 元永慶太郎 松村樹里亞 | 大野勉、松本裕一、吉岡敏幸                                            |
| 第3話  |          | 不試試看生下我的孩子嗎？ | 池田     | 板井寛樹 元永慶太郎 | 武市直子              | 奧田陽介                                                              |
| 第4話  |          | 請為我而生！             | 金杉弘子 | 永居慎平            | 前屋俊廣              | 邱明哲、山本徑子、K-pro                                               |
| 第5話  |          | 我也有了很多孩子         | 池田     | 木村延景            | 木村延景              | 久保光壽                                                              |
| 第6話  |          | 為我而生！               | 鴻野貴光 | 岩畑剛一            | 元永慶太郎            | 大野勉、管振宇、李少雷                                                |
| 第7話  |          | 成為我的竹輪吧！         | 金杉弘子 | 粟井重紀            | 松村樹里亞            | 阿部恒、KIM YONG-SIK                                                  |
| 第8話  |          | 歡迎來到為我而生！       | 柿原優子 | 永居慎平            | 半田大貴              | 涂鴉俠、竹內一將 吉田肇、山本雄貴                                     |
| 第9話  |          | 和你一起為我而生！       | 廣田光毅 | 島崎奈奈子          | 島崎奈奈子            | Kim Daehoom Cho Yongjoo                                               |
| 第10話 |          | 我的孩子有13個！？       | 池田     | 永居慎平            | 秦義人                | 清水惠藏、桝井一平 鈴木伸一、小林由香里 杉本徑子、松本裕一            |
| 第11話 |          | 你不會想讓我也為你而生吧 | 金杉弘子 | 永居慎平            | 武市直子              | 島田英明、管振宇、李少雷 大野勉、鈴木彩子                             |
| 第12話 |          | 為我而生！               | 鴻野貴光 | 元永慶太郎 岩畑剛一 | 元永慶太郎            | 阿部恒、飯嶋弘也 松本裕一、熊田明子 石橋友紀惠、大野勉 武藤信弘、Joao |

### 藍光與DVD
| 卷數 | 發售日期      | 收錄話數        | 規格編號   | 規格編號   | 盒面角色  |
| 卷數 | 發售日期      | 收錄話數        | 藍光版     | DVD版      | 盒面角色  |
| ---- | ------------- | --------------- | ---------- | ---------- | --------- |
| 1    | 2019年2月27日 | 第1話 ~ 第3話   | ZMXZ-12841 | ZMBZ-12851 | 弓削一樹  |
| 2    | 2019年3月27日 | 第4話 ~ 第6話   | ZMXZ-12842 | ZMBZ-12852 | 粉月真晝  |
| 3    | 2019年4月24日 | 第7話 ~ 第9話   | ZMXZ-12843 | ZMBZ-12853 | 芽妃/亞菲 |
| 4    | 2019年5月24日 | 第10話 ~ 第12話 | ZMXZ-12844 | ZMBZ-12854 | 瑪娜      |

### 播放電視台
日本深夜動畫：下文記載的日本国内播放時間使用日本標準時間（UTC+9）表示。因為部分時間标识會採用30小时制，因此請留意这类超过24:00的时间，其實際播放時間為翌日清晨。
| 播放地區 | 播放電視台 | 播放日期               | 播放時間          | 所屬聯播網 | 備註 |
| -------- | ---------- | ---------------------- | ----------------- | ---------- | ---- |
| 近畿地方 | SUN電視台  | 2018年10月9日-12月25日 | 星期二 25時30分－ | 獨立UHF局  |      |
| 日本全國 | BS11       | 2018年10月9日-12月25日 | 星期二 25時30分－ | 衛星電視   |      |
| 東京都   | TOKYO MX   | 2018年10月9日-12月25日 | 星期二 25時40分－ | 獨立UHF局  |      |

## 註腳
1. ↑  bilibili旗下子公司。

## 外部連結
- 《CONCEPTION 產子救世錄》電視動畫官方網站（页面存档备份，存于）（日語）
- 《CONCEPTION 產子救世錄》電視動畫的X（前Twitter）（日語）
- 《CONCEPTION 產子救世錄》遊戲官方網站（日語）
- 《CONCEPTION PLUS產子救世錄》遊戲官方網站（页面存档备份，存于）（日語）（繁體中文）